# Hydroprojekt

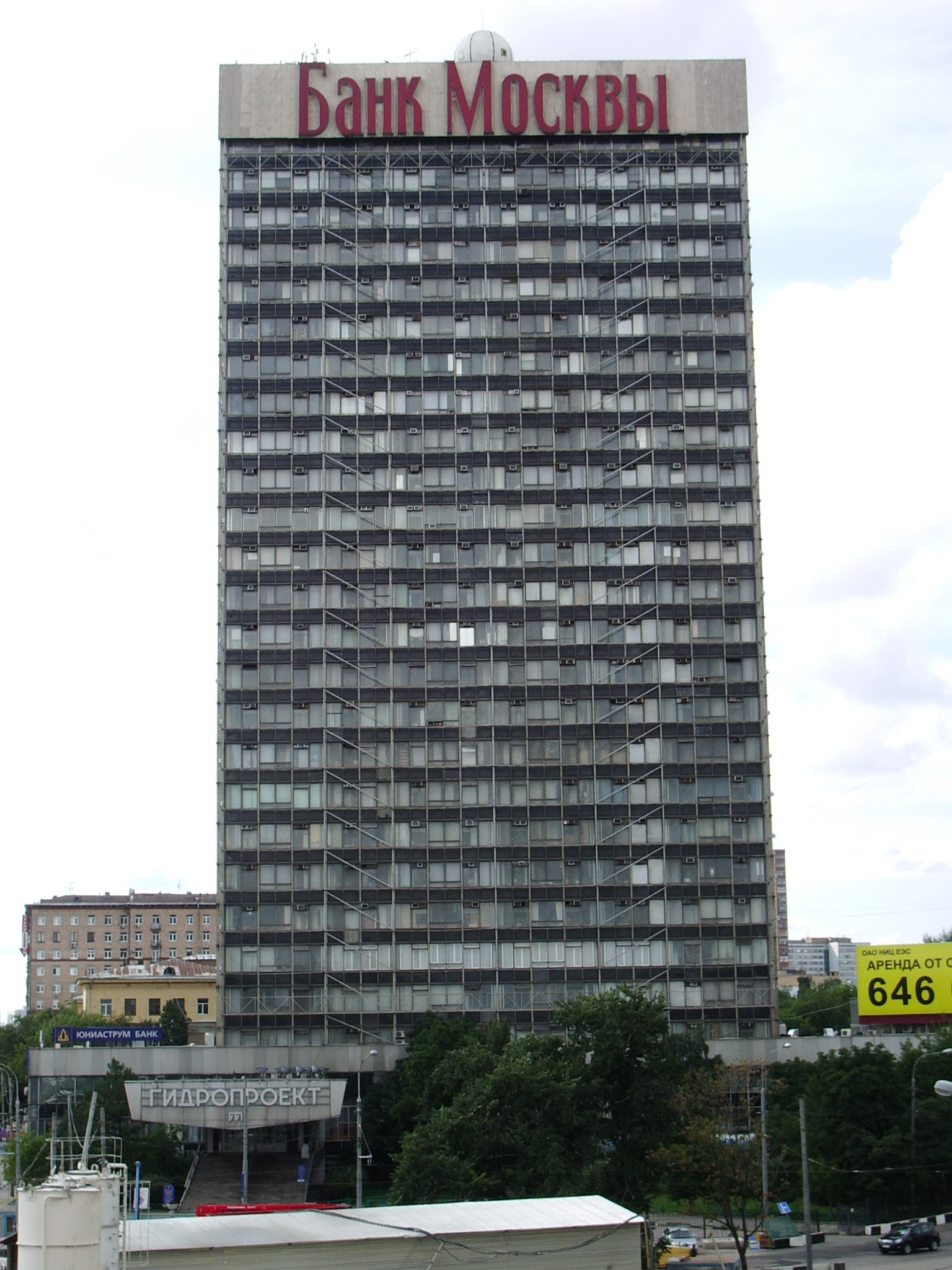
Institutszentrale in Moskau

Hydroprojekt (Russisch: Институт «Гидропроект», Gidroproekt, Englisch: Hydroproject) ist ein russisches Unternehmen, das auf die Planung von Wasserkraftwerken und anderen wasserbezogenen Anlagen (z. B. das Anlegen von Kanälen, Dämmen, Schleusen usw.) spezialisiert ist. Der Sitz des Unternehmens ist Moskau, es verfügt allerdings über viele regionale Abteilungen in ganz Russland. Heutzutage ist Hydroprojekt Teil des Konzerns RusHydro. Hervorgegangen ist es aus dem sowjetischen Institut Gidroproekt.

## Geschichte
Hydroprojekt hat eine vielbewegte Geschichte, während dieser der Name mehrmals gewechselt wurde. Gegründet wurde es Ende der 1920er, als die sowjetische Regierung eine rapide Industrialisierungskampagne startete. Anfangs gab es zwei Unterorganisationen:
1. Institut Gidroenergoproekt, welches Teil des Volkskommissariats für Schwerindustrie (NKTP) war. Sitz war Leningrad (das heutige St. Petersburg).
2. Institut Gidroproekt, welches Teil des Innenministerium der UdSSR (NKVD) war. Im Jahr 1942 wurde es in „Designing and Prospecting Agency of Hydrotechnical Works ‚Gidroproekt‘ “ umbenannt. Sitz war und ist Moskau.

Während das Institut Gidroenergoproekt (NKTP) im ganzen Land nach Wasserkraftpotentialen suchte, arbeitete das Institut Gidroproekt (NKVD) an der Planung und Errichtung von wassertechnischen Anlagen, wie beispielsweise des Moskau-Wolga-Kanals, der Wasserkraftwerken. Als solches war letzteres auch eingebunden in das Gulag-System und setzte Internierte zur Zwangsarbeit ein.
Das Institut Gidroproekt (Nr. 2) war maßgeblich an der Konstruktion des Belomor-Kanals, des Kuibyschew-Damms und am Bau des Zimljansker Wasserreservoirs beteiligt.
1962 wurden beide Institute vereinigt. Der neue Name war „All-union Designing, Prospecting and Research Institute ‚Gidroproekt‘ of the order of Lenin in the name of S. Ya. Zhuk“ mit dem Sitz in Moskau. Als solches wurde es Teil des Ministeriums für Energetik und Elektrifizierung (Minenergo).
Von 1969 bis 1986 war es auch an der Planung und Errichtung von Atomkraftwerken in der Sowjetunion beteiligt. Nach dem Atomunglück von Tschernobyl wurden die Befugnisse des Instituts auf das neugeschaffene Atomenergoproekt übertragen.